# Dacia Pick-Up
Dacia Pick-Up — серия пикапов румынского автопроизводителя Dacia, выпускавшихся с 1975 по 2006 год. Данные модели являлись последними автомобилями марки, основанными на Renault 12.

## История
Первый пикап (код кузова 1302) сошёл с конвейера автозавода в 1975 году. Модель основана на платформе Dacia 1300, как и почти все модели Dacia социалистического периода. В 1982 году вышла обновлённая модель — двухдверный 1304. За ней последовали 1307 и 1309 в 1992 году и переднеприводной 1305 в 1994 году. В 1998 году модели пикапов, как и модель 1310, прошли рестайлинг. К 2003 году в производстве остались только модели 1304 и 1307. В декабре 2006 года производство пикапов было прекращено. Этим завершилась эпоха моделей Dacia 1300, выпускавшихся на заводе с 1969 года. Всего за 31 год выпуска было произведено 318 969 тыс. пикапов.
В 2007 году вышла модель Dacia Logan в кузове пикап, ставшая заменой устаревшим пикапам.
Все выпускавшиеся модели:
- Dacia 1302 (1975-1982) — двухдверный пикап
- Dacia 1304 (1982-2006) — модернизированный двухдверный пикап, есть модификация с удлинённой кабиной и задним рядом сидений
- Dacia 1307 (1992-2006) — удлинённый четырёхдверный пикап
- Dacia 1309 (1992-1998) — четырёхдверный пикап с укороченным кузовом

Было доступно несколько двигателей: бензиновые объёмом 1,3, 1,4 и 1,6 л и дизельный от Renault объёмом 1,9 л.

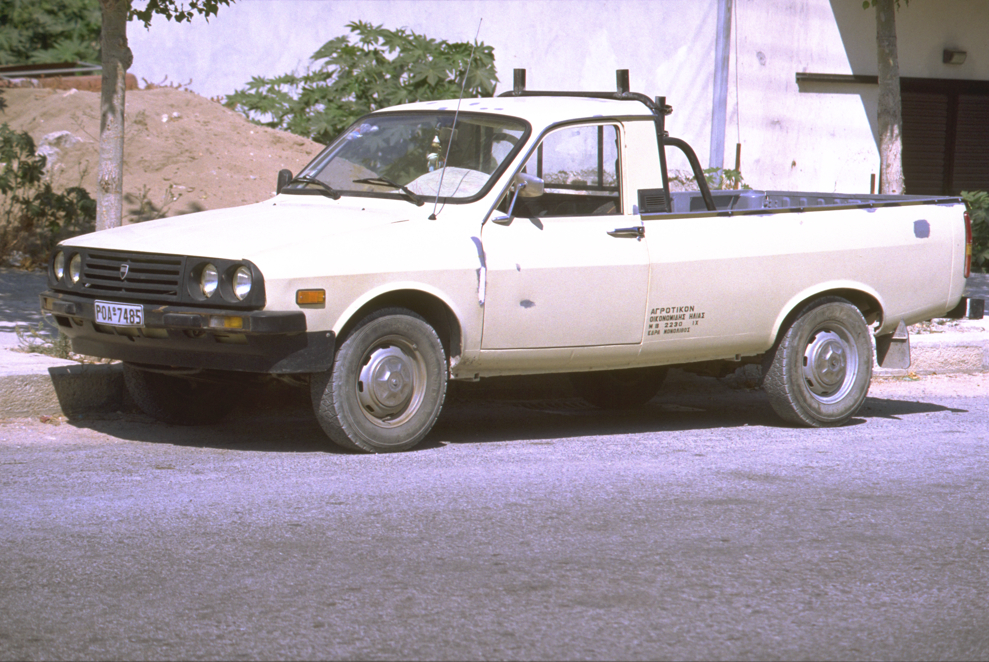
Dacia Pick-Up 1304 образца 1982 года
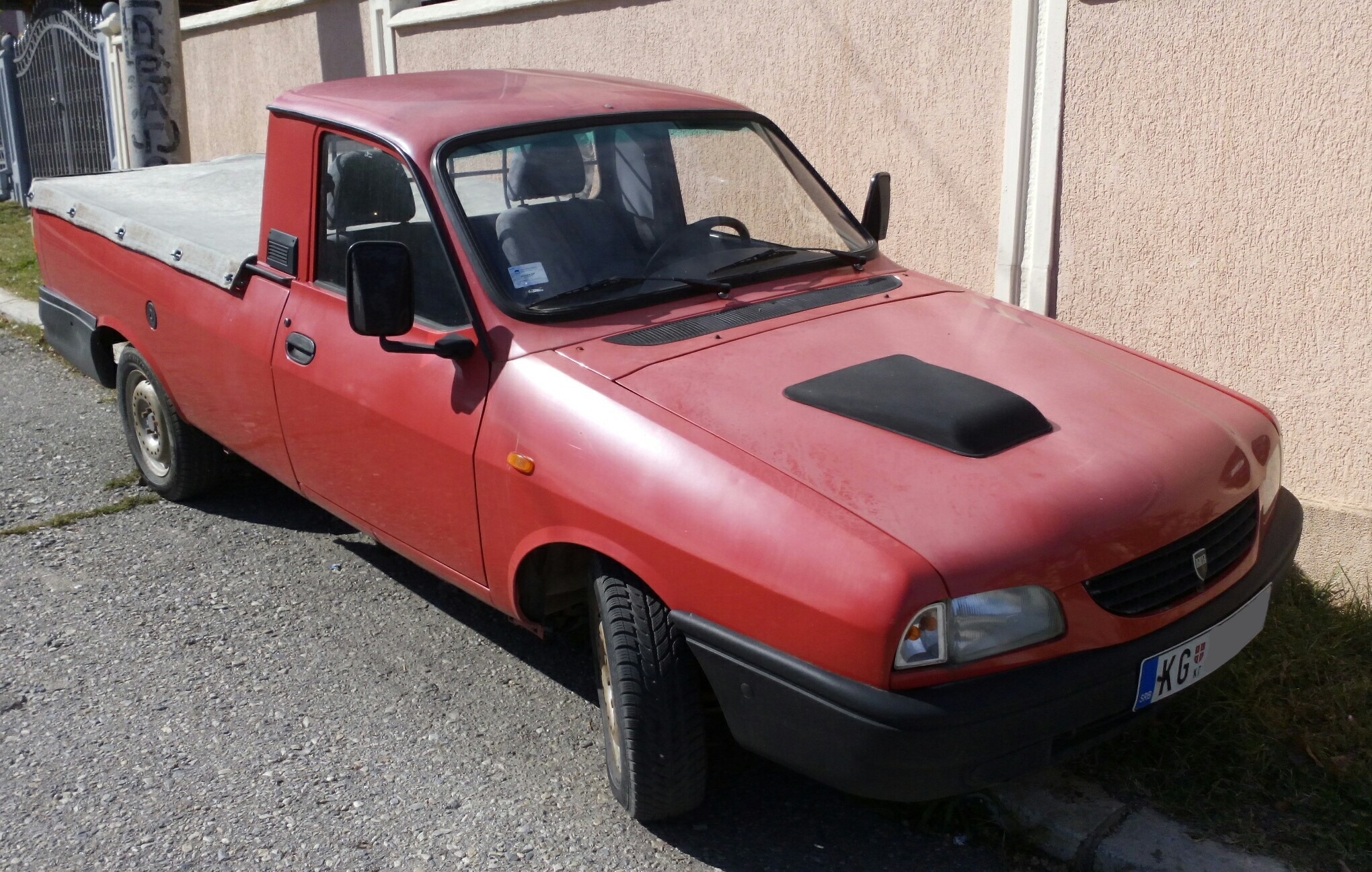
Тот же пикап, образца 1998 года
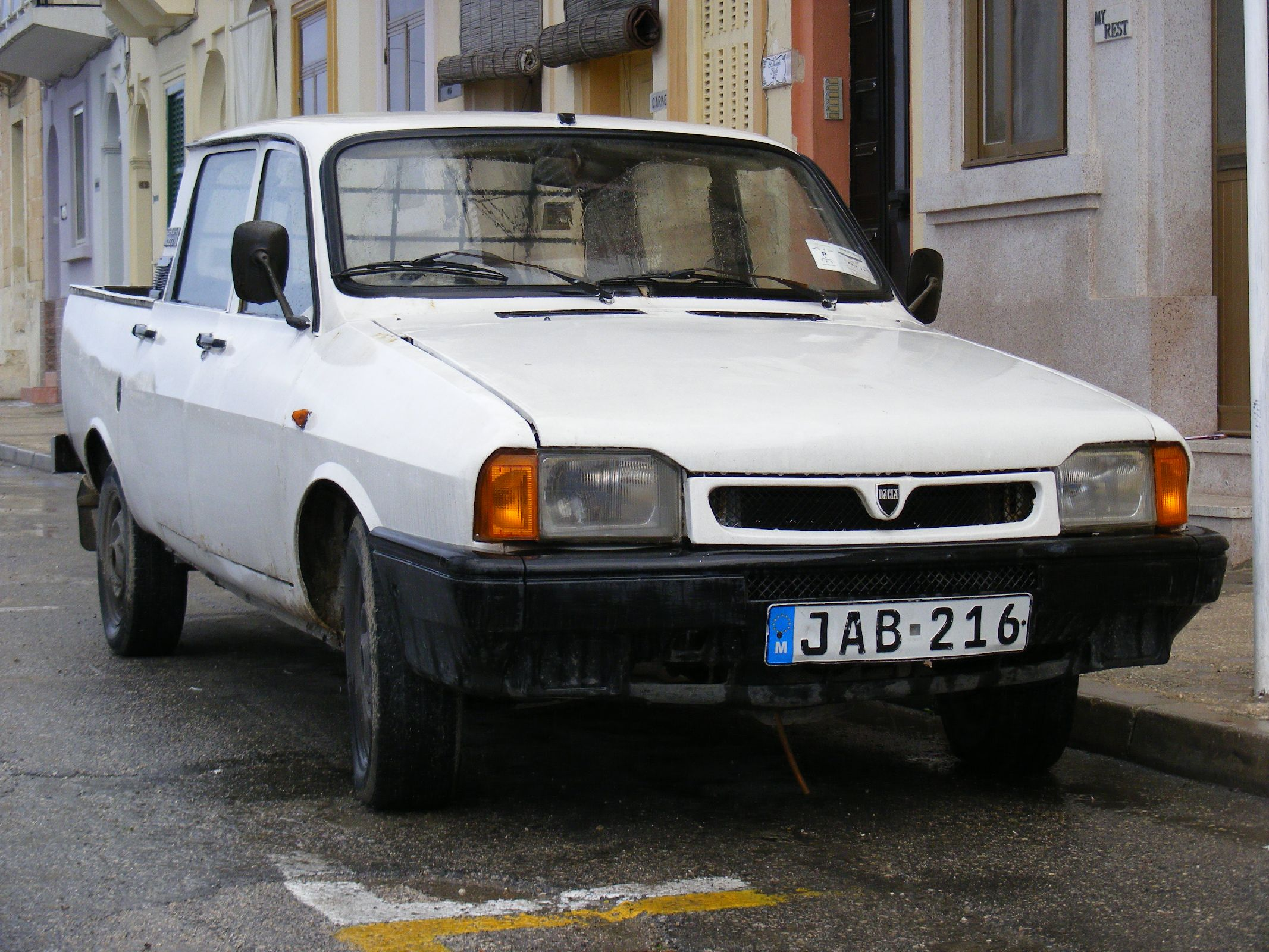
Dacia Pick-Up 1307 образца 1992 года